# بروخالدني
بروخالدني (بالروسية: Прохладный) هي إحدى مدن روسيا في الكيان الفدرالي الروسي قبردينو - بلقاريا.

## أعلام
- ديمتري كوزلوف
- رسلان أوديزيف
- ماريا كوتشينا